# 'Na sera 'e maggio (album)
'Na sera 'e maggio è un album della cantante Giovanna, pubblicato dall'etichetta Kicco Music nel 1984.

## Tracce
1. 'Na sera 'e maggio (Cioffi, Pisano)
2. Reginella (Lama, Bovio)
3. Canzone appassiunata (E.A. Mario)
4. Miezzo o grano (Nardella, Nicolardi)
5. Schiavo e te (G. Nocetti)
6. Pupatella (Buongiovanni, Bovio)
7. Era de maggio (Costa, Di Giacomo)
8. Povero guappo (Bovio, Albano)
9. Mandulinata a Napule (Tagliaferri, Murolo)
10. Napulitana (Costa)
11. I Malavoglia (F. Garozzo, S. Onorante)